# Bièvre (Saar)
Die Bièvre, auch Biber und Biberbach genannt,  ist ein 24,8 km langer, rechter bzw. südöstlicher Zufluss der Saar im Departement Moselle, Region Grand Est (Frankreich).

## Geographie

### Verlauf
Die Bièvre entspringt in den Vogesen westlich vom Heidenschlossberg und südlich von Walscheid auf einer Höhe von etwa 410 m. Sie fließt zunächst in nordnordwestlicher Richtung durch bewaldetes Gelände. Östlich von Grossdirchel speist sie einen kleinen See, in dem ihr der Fischbach zufließt und passiert dann den Ort Walscheid. Südlich von Sitiford, bei der Kreuzmuehle, nimmt sie den Walschbach auf, richtet ihren Lauf nach Westen aus und durchfließt Troisfontaines und Hartzviller. Bei Petit Hartzviller wechselt sie ihre Richtung wieder nach Norden. Südlich von Schneckenbusch fließt ihr die Guerche zu und etwas später kreuzt die Bièvre  dann bei Schneckenbusch-Bettling den Canal de la Marne au Rhin. Sie durchfließt nun Buhl-Lorraine und wird dann vom Judengraben  und bei Sarrebourg durch den Buergersmatt gestärkt. Sie fließt nun durch ein Industriegebiet und wird südlich von Réding-Pitit Eich vom Otter Bach gespeist. Sie läuft jetzt westlich an Réding-Grand Eich vorbei. Etwas flussabwärts mündet die Eichmatte in die Bièvre, welche kurz darauf ihrerseits westlich der D 43 auf einer Höhe von etwa  240 m in die Saar einmündet.

### Zuflüsse
(Reihenfolge in Fließrichtung)
- Fischbach (rechts)
- Walschbach (rechts), 3,8 km
- Judengraben (links), 3,2 km
- Otter Bach (rechts), 7,6 km
- Eichmatte  (rechts), 8,0 km